# Thierry Girard
Pour les articles homonymes, voir Girard.
Thierry Girard, né le 19 juin 1951 à Nantes, est un photographe français, dont l'œuvre se développe depuis la fin des années 1970. Il a construit son travail à partir de la question de l'itinéraire et du parcours, poursuivant une réflexion sur la représentation artistique des paysages urbains et périurbains.
En 1984, son travail est récompensé par l'attribution du prix Niépce, qui couronne un début de carrière prometteur et qui lui vaut d'exposer dans l'ancien Palais de Tokyo, à l'époque où Robert Delpire y présentait les expositions du Centre national de la photographie.

## Biographie
Diplômé de l'Institut d'études politiques de Paris en 1974, Thierry Girard quitte la voie toute tracée qui s'ouvrait devant lui après l'obtention de son diplôme pour emprunter des chemins de traverse.
Il commence à photographier, à partir de 1976, après avoir notamment découvert le travail photographique de Robert Frank. Il part alors en Angleterre se confronter avec l'East End de Londres.
Au début des années 1980, il s'efforce de mettre en place les codes esthétiques d'une photographie très influencée par les américains Walker Evans, ou Lee Friedlander, à mi-chemin entre le style documentaire et une vision plus personnelle, qui traduit sa propre interprétation du monde. Il photographie beaucoup dans le Nord de la France. Cette époque a été importante sur le plan de l'apprentissage de l'image, et lui a permis de concevoir une méthode de travail sur laquelle il va appuyer son œuvre à partir de Frontières (1984-1985). C'est aussi la période où il obtient ses premières commandes, dont l'une à Zuydcoote lui permet de publier son premier livre, Far-Westhoek en 1982.
Après avoir commencé par la photographie de reportage, en noir et blanc et au Leica, dans la grande tradition du photojournalisme et de la street photography, Thierry Girard abandonne au milieu des années 1980 cette approche « documentaire » pour s'intéresser davantage au paysage. Il abandonne progressivement le 24 x 36 mm (petit format) et son Leica pour travailler, toujours en noir et blanc, en moyen format (6 x 6 cm, 6 x 7 cm).
Vers le milieu des années 1990, la couleur commence à apparaître dans son œuvre.
Il entreprend alors une exploration du paysage, parfois à pied (au cours de marches photographiques qui accentuent le côté poétique de son travail), mais le plus souvent en construisant des itinéraires, dont le fil conducteur peut être géographique, mais également faire référence à des prétextes littéraires ou artistiques : Jaillissement & Dissolution, un voyage le long du Danube de Claudio Magris, La Route du Tōkaidō, au Japon en référence à Hiroshige ou La Grande Diagonale en Chine sur les traces de Victor Segalen).
Ces itinéraires sont autant de prétextes à une quête intérieure, à la recherche de « signes » qu'il va capter dans une interprétation très personnelle de l'espace. D'un projet à l'autre, il y a toujours une évolution, une remise en question, une prise de risques. Sa vision s'est peu à peu dépouillée au point de devenir, au début des années 1990, très minimaliste et de traduire une poétique de l'espace nourrie par les notions de limite, de seuil, de franchissement. Cela deviendra une constante dans son travail, constante qu'il saura renouveler dans ses projets de la fin de la décennie et des années 2000 au Japon, en Chine, et, en 2010-2011, en Inde par l'introduction de la couleur, le retour à un paysage plus urbain et contemporain, et la réintroduction de l'élément humain.
C'est au Japon, en réalisant son projet sur La Route du Tôkaidô que Thierry Girard retrouve le fil perdu de la street photography, renouant par là-même avec ce qui avait fondé son rapport au monde à travers la photographie, trouvant un équilibre entre un travail strict sur le paysage et des « situations » (y compris les portraits) qu'il souhaitait réinstaller à part entière dans sa photographie. « Situations urbaines », c’est peut-être le terme le plus approprié pour cerner le rapport de Thierry Girard à la street photography. Ces concepts, qu'il continue d'utiliser dans sa photographie actuelle (où la question du portrait devient par ailleurs de plus en plus prégnante), le ramènent vers une photographie plus documentaire, où le regard se fait plus intellectuel, plus analytique, plus distancié. Il en résulte malgré tout des images parfois énigmatiques, qu'il relie entre elles par ce fil conducteur/prétexte de l'itinéraire.
En août 2011, il retourne au Japon, à l'invitation de l'Institut français de Tokyo, pour photographier les paysages dévastés dans le Tōhoku et réaliser des portraits des survivants six mois après la triple catastrophe (tremblement de terre, tsunami et accident nucléaire) qui a frappé le nord du Japon le 11 mars 2011. Avec une approche à la fois empathique et distanciée, sans pour autant négliger un certain nombre de vues incontournables qui montrent l'extrême violence du phénomène, Thierry Girard réinscrit le paysage de la catastrophe dans une vision plus large du paysage du Japon. Une exposition de ce travail, intitulée Après le fracas et le silence est présentée dès le mois de novembre à Fukuoka et à Tokyo. Il retourne au nord du Japon en novembre 2012 pour photographier plus précisément la ville de Kamaishi qui a été très touchée par le tsunami de 2011. Ce travail est présenté en mars 2013 au musée Gassendi à Digne-les-Bains, ville jumelée avec Kamaishi.
En 2011, une résidence d'artiste à Thouars (Deux-Sèvres) lui permet de renouveler son vocabulaire esthétique à travers le projet intitulé « Arcadia revisitée. » Ce travail singulier l'amène à questionner et reconsidérer certaines approches de la photographie de paysage. Son travail le plus récent, « Un Printemps à Surgères », réalisé en 2013, en est le prolongement.
Thierry Girard retourne en 2015 au Japon pour travailler sur une ligne de train dans le Kyushu et sur une ligne de métro à Tokyo, tout en terminant une résidence d’artiste dans les Ardennes à l'invitation du musée de la Chasse et de la Nature à Paris. Ce dernier travail, intitulé « Salle des fêtes », a fait l’objet, à l'automne 2016, d'une exposition au musée de l'Ardenne à Charleville-Mézières.
À l'automne 2015, il entame un travail sur les paysages traversés à l'automne 1944, après la libération de Paris, par la 2e division blindée du général Leclerc, tout au long du parcours de la campagne victorieuse de celle-ci à travers l'est de la France à la fin de la Seconde Guerre mondiale, jusqu'à la libération de Strasbourg, le 23 novembre 1944. Ce travail est exposé à l'automne 2016 dans la salle Konrad Adenauer du Mémorial Charles-de-Gaulle, à Colombey-les-Deux-Églises sous le titre Une campagne victorieuse.
En 2017, il commence un long projet Retour vers le Nord, qui l'amène à se retourner sur son propre parcours, trente-cinq ans après les photographies qu'il avait prises entre 1977 et 1985 dans le bassin minier du Nord-Pas-de-Calais. Une première étape de ce nouveau travail est exposée en 2018 au Centre historique minier de Lewarde. À l'issue d'une seconde résidence d'artiste effectuée en 2018-2019, il présente la synthèse de ses deux résidences sur le bassin minier ainsi qu'une large sélection de photographies en noir et blanc prises dans les années 1980, à la Maison de l'Ingénieur de la Cité des Électriciens à Bruay-la-Buissière (Pas-de-Calais). À cette occasion est publié aux éditions Light Motiv le livre Le Monde d'après.
En janvier 2019, il publie aux Éditions Loco, sous le titre Paysage Temps - 20 ans d'observation d'une ruralité française, la synthèse de 20 ans d'observatoire photographique du paysage sur le territoire du parc naturel régional des Vosges du Nord, un travail de commande entrepris en février 1997 (avec une interruption de trois années entre 2006 et 2009), qui regroupe des photographies choisies — au-delà de leur caractère documentaire — pour leur valeur esthétique, l'ensemble, comme le souligne Raphaële Bertho, dans le texte Entre l'attestation du paraître et la possibilité de l'être publié dans le livre, faisant œuvre au même titre que les autres projets personnels du photographe.
En mai 2019, dans le cadre de la commémoration officielle du centenaire de la disparition de Victor Segalen, Thierry Girard présente le travail qu'il a effectué en Chine en suivant La Grande Diagonale sur les traces de Segalen, au musée des Beaux-Arts de Brest et au festival Photos en Poésie de Landivisiau.
En juin 2019, il présente à Iași en Roumanie un travail intitulé « Iași, dérives urbaines » qu'il a réalisé dans le cadre de la saison franco-roumaine organisée par l'Institut français.
En novembre-décembre 2021, Thierry Girard effectue une résidence d’artiste à Campeche, capitale de l'État de Campeche, dans la péninsule du Yucatan, au sud du Mexique. Cette commande passée dans le cadre d'une coopération entre la communauté d'agglomération de La Rochelle et l'État de Campeche sur la thématique de la ville durable, l'a amené à s'intéresser aux enjeux de la protection du centre historique de Campeche, dont les trésors architecturaux ont été classés au patrimoine mondial de l'UNESCO.
En 2023-2024, il revient sur le territoire de Dunkerque — où en 1982 une résidence d'artiste de cinq mois lui avait permis de réaliser son premier projet et son premier livre Far-Westhoek — et revisite, quarante ans après, ces lieux familiers avec une démarche profondément humaniste. Ce nouveau projet, intitulé « Les Lieux de l'affect » interroge les liens intimes qui unissent les êtres humains à leur territoire et invite à repenser la relation que ceux-ci entretiennent avec l'espace dans lequel ils vivent à travers l'émotion, l'intime et le partage. Ce nouveau travail est exposé de janvier à avril 2025 au centre culturel Le Château Coquelle à Rosendaël, ancienne commune du département du Nord, dans l'agglomération de Dunkerque, dont elle constitue depuis 1972 l'un des quartiers.

## Démarche artistique et commentaires
Reconnu comme un photographe de paysage, notamment grâce à ses itinéraires, ses longs périples, ses marches photographiques ou ses dérives urbaines aux États-Unis, en Chine, au Japon, en Inde, dans de nombreux pays en Europe, et bien sûr en France, Thierry Girard s'intéresse plus particulièrement à des territoires dont il va fouiller l'épaisseur et les histoires et choisit des itinéraires qui ont une histoire, une référence littéraire, artistique, culturelle. Il a ainsi travaillé sur les Ardennes de Rimbaud, effectué un tour de la Méditerranée sur les traces d'Ulysse, suivi un parcours d'après Les Cinquante-trois Stations du Tōkaidō d'Hiroshige au Japon ou parcouru la Chine, lors de trois Voyages au pays du réel, en suivant la grande diagonale du Nord-Est au Sud-Ouest empruntée par la mission archéologique de Victor Segalen en 1913-1914.
Dans sa démarche, il choisit des protocoles précis de prise de vue et s'impose des contraintes — comme celle de suivre un itinéraire en lien avec des références culturelles, artistiques ou littéraires ou celle du choix du mode opératoire de prise de vue. C'est une manière pour lui de renouveler le regard qu'il porte sur les sites qu'il photographie, qui ne sont souvent pas des territoires qui « valent le détour », selon la formule employée dans les guides touristiques. Sa démarche est d'ailleurs abondamment citée par l'universitaire Danièle Méaux, dans son article « L'OUvroir de PAYsage POtentiel ».

Thierry Girard explique sa démarche artistique, les protocoles et les contraintes qu'il a mis en place pour le travail qu'il mène depuis 1997 pour l'Observatoire photographique du paysage des Vosges du Nord : 

« Pour ma part, j'ai vite compris combien l'exigence et les contraintes générées par un tel protocole allaient plus tard influer et nourrir mes autres travaux sur le paysage. Pas dans l'immédiat, mais au fil du temps, lorsque j'ai réussi à dépasser le poids de la contrainte pour m'approprier pleinement la dimension esthétique de ce travail . »

À propos de son travail, il écrit : 

« Mon travail photographique peut se définir ainsi : une expérience de la traversée du monde qui s’articule en une sorte de tension dialectique entre le déplacement géographique et le voyage intérieur. »

Agathe Gaillard, sa galeriste, dit à propos de ses photos : « Il photographie le paysage tel qu'il se présente, tel que nous le faisons en y vivant, sans fard, sans conventions de pittoresque. Et paradoxalement, grâce à son talent magique, la France est telle que nous l'aimons le plus. Nous avons dans nos souvenirs, notre inconscient même, liés à ces photos, des sensations de bonheur. Ces images froides deviennent très affectives et une vraie grande beauté apparaît. »
 

En mars 2006, dans un texte de présentation de son travail à l'occasion de l'exposition « Histoire de limites » à la galerie Agathe Gaillard, Thierry Girard exprime ainsi son approche photographique : 

« Dans la grande tradition documentaire à laquelle je me réfère (d’Eugène Atget à Thomas Struth, en passant par Walker Evans, Lee Friedlander ou Robert Adams, sans écarter non plus les citations picturales et les "tableaux documentaires" d’un Jeff Wall), mon principe est de photographier la simple réalité des choses avec une certaine distance et une certaine neutralité. »

En 2019, Fabien Ribery rejoint cette opinion du photographe, lorsqu'il fait remarquer : « Il y a chez Thierry Girard, qu'on regarde trop souvent comme un artiste proche des conceptuels, un goût de la chair du monde qui est à la fois fraternité et distance critique. »
À propos d'un travail regroupant des portraits et des paysages, Guy Tortosa écrit : « Les photographies de Thierry Girard sont des bulletins de cette météorologie du corps et de l’âme de notre société. Profondément humanistes, elles hésitent entre empathie et constat, proximité et inventaire. Le plus souvent, les habitants sont absents des lieux (villages, prés, bois, chemins, etc.) qu’il photographie. L’abandon en constitue le principal sujet. Ici c’est sensiblement différent. Des rencontres ont eu lieu. On pense au réalisme de Courbet, de Zola, d’August Sander, de Bernanos, de Straub et Huillet, ou de Raymond Depardon. La marche habituelle de l’artiste s’est simplement muée en entrevue. Y eut-il rencontre ? On ne sait. Seule chose certaine, ce que disent ces portraits est ce que disaient déjà les paysages : le pays est comme l’homme, présent à son absence. »
Dans un entretien avec Jean Desmaison, publié en avril 2018, Thierry Girard déclare : « Quant à l'esprit de mon travail, ce qui est somme toute le plus important, je me sens d'abord l'héritier d'une tradition photographique qui est celle de la photographie documentaire américaine. »
L'éditeur Eric Cez, des éditions Loco, à propos de l'ouvrage Par les forêts, les villes et les villages, le long des voies et des chemins… qu'il a publié en 2021, observe : « La construction photographique d'un territoire selon Thierry Girard s'est souvent constituée autour d'un parcours que peut représenter la ligne d'un point à un autre, qu'elle soit imaginée ou bien réelle à l'instar des lignes de métro au Japon avec "Yamanote" et "Tenjin" que le photographe suit de station en station. Cette ligne peut être historique, comme lorsque Thierry Girard reprend, géographiquement parlant, l'avancée conquérante de la 2e DB du général Leclerc lui permettant ainsi une traversée du paysage de l'Est de la France jusqu'à Strasbourg, point d’arrivée et de libération de la ville. Pour le dernier travail réalisé, le photographe parcourt plusieurs voies possibles pour arriver au Lion de Belfort, traversant paysages ruraux et urbains, rencontrant des personnages. »

À propos de sa démarche, dans un entretien avec Antoine Zabajewski publié en mai 2025, Thierry Girard exprime ce qui le motive lorsqu'il photographie et définit ainsi le regard qu'il porte sur le monde : 

« Je ne cherche pas le beau pour le beau, j'essaye de faire des photos intelligentes, qui ont du sens, qui ont de l'épaisseur et qui peuvent peu ou prou s'inscrire dans la mémoire de celui qui regarde. Je ne suis pas indifférent à l'idée qu'il y ait du plaisir à regarder mes photos, bien au contraire, je ne cache pas non plus qu'il y a parfois un peu d'ironie et d'humour. Je ne photographie guère de paysages majestueux ou grandiloquents : je cherche la beauté des paysages vernaculaires et des paysages simples, y compris de nature. Comme je cherche la beauté, la vérité dirais-je, des gens ordinaires, sans triche et sans fard, mais avec respect. »

## Récompenses et distinctions
Outre le Prix Niépce, qu'il a obtenu en 1984, Thierry Girard a été lauréat de la Villa Médicis hors les murs en 1985, de la bourse Léonard-de-Vinci en 1989 et de la Villa Kujoyama au Japon, où il a séjourné quatre mois en 1997, pour réaliser son projet La Route du Tôkaidô, inspiré par Les Cinquante-trois Stations du Tōkaidō d'Hiroshige.
Il a reçu des aides à la création du ministère de la Culture en 1983, 1990 et 1998, a bénéficié d'une commande publique du Fonds national d'art contemporain en 2002, ainsi qu'une aide à l'écriture du Centre national du livre en 2000 pour son projet D'une mer, l'autre.

## Expositions
Le travail de Thierry Girard est régulièrement exposé en France et à l'étranger et ses photographies sont présentes dans les grandes collections publiques et privées.
En 2005, ses photographies de Guadeloupe, du Mont Saint-Michel et de Dunkerque, réalisées spécialement pour l'occasion, sont exposées à l'entrée du Pavillon français de l' Exposition universelle d'Aichi au Japon.
En 2006, il est l'un des photographes exposés dans le cadre de l'exposition Les Peintres de la vie moderne au Centre Georges Pompidou, à Paris.
En avril 2011, son travail Women in Shanghai est exposé pour la première fois dans le cadre du Caochangdi Photospring Festival à Pékin.

### Expositions personnelles (sélection)
- 1982 : Far-Westhoek, Ferme Nord, Zuydcoote
- 1983 : Mémoire du siècle futur, Centre régional de la photographie du Nord Pas-de-Calais, Douchy-les-Mines
- 1984 : Prix Niépce, Rencontres internationales de la photographie, Arles
- 1984 : Prix Niépce, Centre national de la photographie, Palais de Tokyo, Paris
- 1984 : Prix Niépce, Musée Nicéphore-Niépce, Chalon-sur-Saône
- 1985 : Frontières, Centre régional de la photographie du Nord Pas-de-Calais, Douchy-les-Mines
- 1987 : Rétrospective, Centre national de la photographie, Palais de Tokyo, Paris
- 1988 : Passage des Amériques, Musée du Nouveau Monde, La Rochelle
- 1988 : La Ligne de partage, Musée départemental d'Épinal
- 1988 : Pour Ulysse, Rencontres internationales de la photographie, Arles
- 1989 : Pour Ulysse, Musée d'art de Toulon
- 1990 : Pour Ulysse, Musée Gassendi, Digne-les-Bains
- 1990 : Pour Ulysse, Musée des monuments archéologiques croates, Split, Croatie
- 1990-1991 : Pour Ulysse, Instituts français de Casablanca, Marrakech, Rabat, Tanger, Maroc
- 1990 : La Ligne de partage, Château du Grand Jardin, Joinville (Haute-Marne)
- 1992 : Moderna Galerija, Ljubljana, Slovénie
- 1992 : Musée Centar, Zagreb, Croatie
- 1992 : Musée de Warajdine, Croatie
- 1992 : L'idée d'un pays, Le Logis du Gouverneur, château d'Angers
- 1993 : Pétra, le dit des pierres, Institut du monde arabe, Paris
- 1993 : Mémoire blanche, Musée Rimbaud, Charleville-Mézières
- 1995 : Un Voyage en Saintonge, CCR de l'Abbaye-aux-Dames, Saintes
- 1996 : Rétrospective, Galerie municipale du Château d'eau, Toulouse
- 1997-1998 : Un sentiment atlantique : au Maroc, Instituts français de Casablanca, Agadir, El Jadida, Rabat et Tanger, Maroc
- 1997 : Institut français et Villa Kujoyama, Kyoto, Japon
- 1998 : La route du Tokaido, Galerie Le Réverbère, Lyon
- 1998 : Jaillissement et dissolution, Musée municipal, Bratislava, Slovaquie
- 1998 : Jaillissement et dissolution, Institut français de Zagreb et Musée de Vukovar, Croatie
- 1999 : Jaillissement et dissolution, Galerie Waldinger, Osijek, Croatie, 1999
- 1999 : Jaillissement et dissolution, Institut français de Vienne, Autriche
- 1999 : La route du Tokaido, Musée Sainte-Croix, Poitiers
- 1999 : La route du Tokaido, Centre de la photographie, Genève, Suisse
- 1999 : Un sentiment atlantique : en Vendée, Musée de La Roche-sur-Yon
- 1999 : Un sentiment atlantique : au Maroc, Espace d'art contemporain, La Rochelle
- 1999 : Jaillissement et dissolution, Institut français de Budapest et Alliance française de Szeged, Hongrie
- 2000 : Jaillissement et dissolution, Institut français de Bucarest, Roumanie
- 2001 : Le Rhin, Frac Alsace, Sélestat
- 2001 : Le Pressentiment de la mer, Galerie des Franciscains, Saint-Nazaire
- 2001 : Le Pressentiment de la mer, Musée du Château des ducs de Bretagne, Nantes
- 2001 : Jours ordinaires en Chine, Théâtre de la photographie, Nice
- 2003 : D'une mer l'autre, Galerie Agathe Gaillard, Paris
- 2003 : Histoires de limites, Galerie du Moulin du Roc, Niort
- 2003 : La route du Tokaido, Galerie Claudia Delank, Cologne, Allemagne
- 2004 : Voyage au pays du réel, Espace d'art contemporain, La Rochelle
- 2005 : Voyage au pays du réel, Galerie Claudia Delank, Cologne, Allemagne
- 2005 : Pavillon français, Exposition universelle d'Aichi, Japon
- 2006 : Histoires de limites, Galerie Agathe Gaillard, Paris
- 2007 : Voyage au pays du réel, Shanghai Art Museum, Shanghai, Chine
- 2007 : Voyage au pays du réel, Festival international de photographie, Pingyao, Chine
- 2007 : Voyage au pays du réel, Château d'Oiron, Centre des monuments nationaux, Oiron
- 2008 : Voyage au pays du réel, Galerie du carré Amelot et salle de l'ancien marché de l'arsenal, La Rochelle
- 2008 : Voyage au pays du réel, Musée des Cordeliers, Saint-Jean-d'Angély
- 2008 : Voyage au pays du réel, Musée Bernard d'Agesci, Niort
- 2008 : La route du Tokaido, Musée du Château de Montbéliard
- 2008 : L'Imagerie, Lannion
- 2008 : Galerie Beaugeste et Alliance française, Shanghai, Chine
- 2009 : Voyage au pays du réel, Orangerie et Domaine de Madame Élisabeth, Versailles
- 2009 : Itinérances, Les Douches, la galerie, Paris
- 2010 : Un hiver d'Oise, Galerie Agathe Gaillard, Paris
- 2011 : Festival Chroniques nomades, Honfleur
- 2011 : Women in Shanghai, Artothèque de Vitré
- 2011 : Shanghai, The last station, Institut Confucius de Bretagne, Rennes
- 2011 : Arcadia revisitée, Centre d'art de la chapelle Jeanne d’Arc, Thouars
- 2011 : Après le fracas et le silence, Institut français de Tokyo, Japon
- 2011 : Après le fracas et le silence, Institut français de Fukuoka, Japon
- 2011 : Women in Shanghai, Caochangdi Photospring Festival – Arles in Beijing, Pékin, Chine
- 2012 : Après le fracas et le silence, Médiathèque de Sendai, Japon
- 2012 : Carnets d'Eure-et-Loir, Musée du Compa, Chartres
- 2012 : Kaunas,  Maison des artistes, Kaunas Photo Festival, Kaunas, Lituanie
- 2012 : Paysages insoumis, Musée de la Sénatorerie, Guéret
- 2012 : Paysages insoumis, Bibliothèque francophone multimédia, Limoges
- 2012 : Un hiver d'Oise / Les Lieux de l'affect, IUFM d’Auvergne, Chamalières
- 2012 : Pondychéry (sans la ville blanche), Alliance française de Pondichéry, Inde
- 2012 : Pondychéry (sans la ville blanche), Chapelle des Dames blanches, La Rochelle
- 2013 : Après le fracas et le silence - Kamaishi Cairn, musée Gassendi, Digne-les-Bains
- 2013 : Women in Shanghai, Festival Urbi et Orbi, Sedan
- 2013 : Un printemps à Surgères, Le Cargo Bleu, Surgères
- 2013 : East West Dali, Dali Photo Festival, Dali, Yunnan, Chine
- 2013 : Un hiver d'Oise, Les Photaumnales, Espace Matisse, Creil
- 2013 : East West Dali, Taipei Photography Festival, Taiwan
- 2014 : Après le fracas et le silence, Festival Itinéraires des photographes voyageurs, Salle capitulaire, Cour Mably, Bordeaux
- 2016 : Salle des fêtes - Le territoire de la défaite de 1870, Ardennes, Meuse, Musée de l'Ardenne, Charleville-Mézières
- 2016 : Une campagne victorieuse - Le parcours de le 2e DB à travers l'est de la France, Mémorial Charles-de-Gaulle, Colombey-les-Deux-Églises
- 2017 : Salle des fêtes / Une campagne victorieuse, Galerie Maupetit-Actes Sud, Marseille[16]
- 2018 : Carnets du Nord, Centre historique minier, Lewarde
- 2018 : La Chine, Galerie du Musée de la Photographie Charles Nègre, Nice
- 2019 : Le Monde d'après, Maison de l'Ingénieur de la Cité des Électriciens, Bruay-la-Buissière (Pas-de-Calais)
- 2019 : Voyage au pays du réel, Musée des Beaux-Arts de Brest
- 2021 : Tous les chemins mènent au Lion, Musées de Belfort, Tour 46, du 8 mai au 12 septembre 2021, Belfort[17]
- 2021 : Par les forêts, les villes et les villages, le long des voies et des chemins…, Fondation Fernet-Branca, du 30 octobre 2021 au 15 février 2022, Saint-Louis
- 2024 : San Francisco de Campeche / Mexique, Chapelle des Dames blanches, La Rochelle, du 1er mars au 14 avril 2024[18],[19]
- 2025 : Les lieux de l'affect, Le Château Coquelle, Dunkerque, du 24 janvier au 5 avril 2025[20].

### Expositions collectives (sélection)
- 1983 : Quatre regards sur le carnaval, avec Pascal Dolémieux, Jean-Marc Zaorski, Michel Lamoureux à Saint-Quentin-en-Yvelines
- 1984 : Deuxième triennale de la photographie, Charleroi, Belgique
- 1984 : Demain le tramway, d'un point de vue à l'autre (1984), avec Pascal Dolémieux, Claude Bricage, Gladys, Xavier Lambours, Marc Pataut et Hervé Rabot.
- 1985 : Metz pour la photographie, Metz
- 1986 : Rencontres internationales de la photographie, Arles
- 1988 : L'Avant-Musée Beaubourg, Paris
- 1989 : Musée Nicéphore-Niépce, Chalon-sur-Saône
- 1989 : Centre national de la photographie, Palais de Tokyo, Paris
- 1989-1993 : Instituts Français de Sarrebrück, Francfort-sur-le-Main, Innsbrück, Londres, Istanbul, Thessalonique , Le Caire, etc.
- 1990 : Fondation Gulbenkian, Lisbonne, Portugal
- 1990 : Musée d'art moderne, New York
- 1991 : Musée d'art contemporain, La Nouvelle-Orléans
- 1991 : Musée d’art moderne, Mexico
- 1991 : Bibliothèque publique d'information, Centre Georges Pompidou, Paris
- 1992 : Musée de Kawasaki, Japon
- 1992 : Frac Poitou-Charentes, Angoulême
- 1992 : Galerie municipale du Château d'eau, Toulouse
- 1994 : Le Printemps de Cahors
- 1994 : musée des beaux-arts, Caen
- 1994 : Rencontres internationales de la photographie, Arles
- 1995 : Rencontres photographiques de Coïmbra, Portugal
- 1996 : Bibliothèque publique d'information, Centre Georges Pompidou, Paris
- 1996 : Musée des beaux-arts, Dijon
- 2014 : Paris-Pékin, les Français photographient la Chine, 1844-2014, présentée au Today Art Museum de Pékin, puis à Kunming, Canton, Wuhan et Shenzhen, dans le cadre des célébrations du cinquantenaire de la reprise des relations diplomatiques entre la France et la Chine et dans le cadre du festival Croisements 2014.
- 2017 : Paysages français - Une aventure photographique (1984 - 2017), rassemblant près de mille images de 167 photographes, parmi lesquels Raymond Depardon, Lewis Baltz, Josef Koudelka, Elina Brotherus, Robert Doisneau, Harry Gruyaert, Sophie Ristelhueber, Gabriele Basilico, Bernard Plossu, Pierre de Fenoÿl , etc. , Bibliothèque nationale de France, Paris
- 2019 : L'Usine - Colgate Palmolive, 1987, photographies de Thierry Girard, Richard Kalvar, John Vink, dans le cadre de la 3e édition d'Usimages, Biennale de la photographie industrielle, Coulée Verte/Médiathèque, Saint-Leu-d'Esserent (Oise)

## Livres

### Ouvrages personnels
- 1982 : Far-Westhoek (texte de l'auteur), Zuydcoote
- 1988 : La Terre entre deux / Le Milieu du fleuve (textes de l'auteur), Paris, Admira
- 1988 : La Ligne de partage (textes de Bernard Werber et Vincent Cordebard), Paris, Admira  (ISBN 2-907658-01-8)
- 1990 : La Pallice (texte de Raymond Bozier), Paris, C. Geiss éd.
- 1991 : Peter Handke, les lieux de l'écrit (texte de Fabienne Durand-Bogaert), Paris, Marval  (ISBN 978-2-86234-092-0)
- 1992 : Au seuil du Neuvième pays (texte de Jure Mikuz et de l'auteur), Ljubljana, Moderna galerija
- 1993 : Brouage (texte de l'auteur), Paris, Marval
- 1993 : Mémoire blanche (texte de l'auteur), Charleville, musée Rimbaud-musée de l'Ardenne
- 1994 : Langlade, Miquelon, Saint-Pierre (texte de l'auteur), Saint-Pierre et Miquelon, centre culturel
- 1995 : Un voyage en Saintonge (texte de l'auteur), Saintes, Ccr de l'Abbaye aux Dames
- 1997 : Thierry Girard (texte de Michel Dieuzaide), catalogue de l'exposition à la Galerie du château d'eau, Toulouse
- 1997 : Un Sentiment atlantique / au Maroc, Institut français de Casablanca
- 1999 : La Route du Tôkaidô (textes de Yuko Hasegawa, Nagahiro Kinoshita et Philippe Bata), Paris, Marval
- 2001 : Jours ordinaires en Chine (texte de l'auteur), Nice, Théâtre de la photographie  (ISBN 978-2-91354-832-9)
- 2002 : D'une mer l’autre (texte de l’auteur), Paris, Marval  (ISBN 978-2-86234-347-1)
- 2003 : Meilleurs souvenirs, Châtellerault, Cardinaux
- 2004 : Les Vosges du Nord : Observatoire photographique du paysage (texte de Sylvain Morand), Les Imaginayres  (ISBN 2-91441-617-2)
- 2005 : Les cinq Voies de Vassivière (texte de l’auteur), Centre international d'art et du paysage de Vassivière, Les Imaginayres  (ISBN 2-914416-22-9)
- 2007 : Carnet de voyages en Eure-et-Loir, volume I, La Ferté-Vidame (textes de Henri-Pierre Jeudy, Brigitte Féret et al.), éditions du Hurloir, Chartres
- 2007 : Voyage au pays du Réel (texte de Christian Doumet), Paris, Marval  (ISBN 978-2-8623-4407-2)
- 2008 : Carnet de voyages en Eure-et-Loir, volume 2, Anet, éditions du Hurloir, Chartres
- 2008 : Un hiver d'Oise (texte de l'auteur), Paris, L'atelier d'édition/Filigranes  (ISBN 978-2-35046-153-3)
- 2009 : Carnet de voyages en Eure-et-Loir, volume 3, Châteauneuf-en-Thymerais, éditions du Hurloir, Chartres
- 2010 : Carnet de voyages en Eure-et-Loir, volume 4, Bonneval, éditions du Hurloir, Chartres
- 2010] : Jours tranquilles à Bègles (texte de l'auteur, préface de Noël Mamère), Paris, Trans Photographic Press
- 2011 : Carnet de voyages en Eure-et-Loir, volume 5, Cloyes-sur-le-Loir, éditions du Hurloir, Chartres
- 2012 : Paysages insoumis (texte de Pierre Bergounioux), 96 p., Paris, éditions Loco  (ISBN 978-2-91950-705-4)
- 2012 : Arcadia revisitée (texte de l'auteur), Paris, édition Trans Photographic Press, tirage limité à 200 exemplaires numérotés et signés, dont 20 exemplaires de tête avec un tirage photographique  (ISBN 979-10-90371-15-6)
- 2016 : Salle des fêtes - Le territoire de la défaite de 1870, Ardennes, Meuse, éditions Loco  (ISBN 978-2-91950-756-6)
- 2016 : East End '76, tirage limité à 200 exemplaires, 22 p., 12 photographies noir et blanc, Londres, Café Royal Books
- 2017 : Dans l'épaisseur du paysage, dialogue épistolaire entre Thierry Girard et Yannick Le Marec, 288 p., éditions Loco  (ISBN 978-2-91950-778-8)
- 2017 : East End '76 (Hackney), tirage limité à 200 exemplaires, 22 p., 14 photographies noir et blanc, Londres, Café Royal Books
- 2017 : East End '76 (TowerHamlets), tirage limité à 200 exemplaires, 22 p., 15 photographies noir et blanc, Londres, Café Royal Books
- 2019 : Paysage Temps - 20 ans d'observation d'une ruralité française (textes de Raphaële Bertho, Danièle Méaux et André Micoud), coéd. parc naturel régional des Vosges du Nord,/éditions Loco, Paris  (ISBN 978-2-91950-783-2)
- 2019 : Le Monde d'après[21] (textes de Thierry Girard et Ari J. Blatt), 240 p., 210 photographies, La Madeleine, éditions Light Motiv  (ISBN 979-1-09511-810-7)
- 2021 : Par les forêts, les villes et les villages, le long des voies et des chemins… (texte d'Héloïse Conésa), direction éditoriale Eric Cez, 144 p., Paris, éditions Loco,  (ISBN 978-2-84314-039-6)
- 2024 : Le Périgord des écrivains[22], anthologie d’extraits littéraires sur le Périgord, introduction de Romain Bondonneau, photographies de Thierry Girard, dessins de Pancho, Vitrac, éditions du Ruisseau, coll. « Sédiments » n° 16, 112 p.  (ISBN 978-2-49199-221-7)

### Ouvrages collectifs
- 1987 : L'Usine (Gilbert Fastenaekens, Thierry Girard, Richard Kalvar, John Vink), Paris : Contrejour
- 1990 : Prix Niépce 1955-1990 - photographie, catalogue de l'exposition présentée au Musée d'art contemporain de Dunkerque du 11 mai au 15 juin 1990.
- 1993 : Pétra, le dit des pierres (Fouad Elkoury, Thierry Girard, Bernard Guillot, Jean-Philippe Reverdot, François Sagnes / textes de J. M. G. Le Clézio, Tahar Ben Jelloun, Abdelwahab Meddeb, Adonis, Claude Ollier, Michel Butor, etc.), Arles : Actes-Sud
- 1994 : Littoral (John Batho, Raymond Depardon, Thierry Girard, Bernard Plossu, François Sagnes, Magdi Senadji, etc.), Paris : Marval
- 1996 : Au Maramures (Arnaud Claass, Éric Dessert, Thierry Girard / textes de Bernard Blangenois, Paul Fournel et Gil Jouanard), collection Hôtel du grand miroir, 72 pages, Fata morgana  (ISBN 978-2-85194-409-2)
- 1999 : Médina, médinas (Yves Jeanmougin, Gérard Rondeau, Thierry Girard, Yto Barrada, etc.) Métamorphoses, Marseille  (ISBN 2-95144-100-2)
- 2010 : Sophie Howarth & Stephen McLaren, Street Photography Now (Christophe Agou • Bruce Gilden • Thierry Girard • Martin Kollar • Joel Meyerowitz • Trent Parke • Martin Parr • Gus Powell • Alexey Titarenko • Lars Tunbjörk • Alex Webb • Michael Wolf, etc.), 240 pages, Thames & Hudson, 2010  (ISBN 2-87811-360-8) ; réédition, 2011  (ISBN 0-50028-907-7) ; édition française, Thames & Hudson, 2010,  (ISBN 2-87811-360-8)
- 2010 : Voyages contemporains : 1, voyage de la lenteur, Lettres modernes Minard, Caen. Ouvrage collectif sous la direction de Philippe Antoine avec un texte de Danièle Méaux.
- 2010 : 55 ans de photographie à travers le Prix Niépce, catalogue de l'exposition présentée à la galerie du Montparnasse (1955-1982) et au musée du Montparnasse (1983-2010), dans le cadre du Mois de la photo à Paris, du 18 novembre au 12 décembre 2010, 64 pages, édité par le Musée du Montparnasse,  (ISBN 2-915259-21-6)
- 2013 : East West Dali, avec des photographies de Chen Zhe, Lois Conner, Thierry Girard, Anna Kahn, Patrick Zachmann, Wei Bei, etc.), 328 pages, Datups publishing, Dali, Yunnan, Chine
- 2014 : Paris-Pékin, les Français photographient la Chine (1844-2014), avec des photographies de Auguste François, Victor Segalen, Henri Cartier-Bresson, Marc Riboud, Bertrand Meunier, Charles Fréger, Bogdan Konopka, Thierry Girard, etc.), 170 pages, textes en français et chinois, Institut Français, Chine
- 2017 : Paysages français - Une aventure photographique (1984 - 2017), sous la direction de Raphaële Bertho et Héloïse Conesa, textes de François Bon et Bruce Bégout, 270 illustrations, 304 pages, BnF éditions, Paris  (ISBN 978-2-71772-740-1)
- 2017 : La Fabrique photographique des paysages, sous la direction de Monique Sicard, Aurèle Crasson et Gabrielle Andries, , seize longues interviews de photographes (parmi lesquels Philippe Bazin, Thibaut Cuisset, Véronique Ellena, Jean-Marie Fadier, Thierry Girard, Valérie Jouve, Bernard Plossu, Jacqueline Salmon, Beatrix Von Conta, etc.) autour de la question du paysage, 384 pages, 179 illustrations, éditions Hermann, 2017  (ISBN 978-2-70569-507-1)
- 2020 : C'est quoi pour vous la photographie ?, un ouvrage réunissant les amis de Bernard Plossu — c'est lui qui a sollicité les uns et les autres — autour de cette question, éditions iKi, Leers -  (ISBN 979-1-09560-137-1)
- 2021 : +Photographie #2 • Les acquisitions des collections publiques, avec des photographies de Gustave Le Gray, Man Ray, Susan Meiselas, Bernard Plossu, Wolfgang Tillmans, Victor Petit, Thierry Girard, etc ... , éditions Le Bec en l'air, Marseille -  (ISBN 978-2-36744-150-4)
- 2021 : Itinéraires, textes de Sébastien Berlendis et Fabien Ribery, recueil de photographes ayant été invités, ces trente dernières années, au Festival Itinéraires des photographes voyageurs à Bordeaux, avec des photographies d'une cinquantaine de photographes parmi lesquels Brigitte Bauer, Éric Bourret, Thierry Girard, Laurence Leblanc, Ella Maillart, Bernard Plossu, François Sagnes, Klavdij Sluban, Yannick Vigouroux, Patrick Wack, Alain Willaume, éditions Loco, Paris  (ISBN 978-2-84314-049-5)
- 2022 : Catalogue des collections photographiques contemporaines du musée d'art et d'archéologie d'Aurillac, avec des photographies d'une centaine de photographes parmi lesquels Tom Drahos, Alain Fleischer, Thierry Girard, Paolo Gioli, Ouka Leele, Krzysztof Pruszkowski, Joel-Peter Witkin, Nils-Udo, Eliot Porter, Alfred Seiland, Raghubir Singh, 343 pages, format 28 x 24 cm, Éditions Lienart, Paris  (ISBN 978-2-35906-356-1)
- 2022 : Les pieds des photographes — Neuf photographes en Nouvelle Aquitaine, ouvrage collectif sous la direction d'Anne-Cécile Guilbard, avec des photographies d'Eva Avril, Jean-Luc Chapin, Marc Deneyer, Gabrielle Duplantier, Thierry Girard, Chrystèle Lerisse, Laurent Millet, Claude Nori et Claude Pauquet, Le Temps qu'il fait, Cognac •  (ISBN 978-2-86853-699-0)